# W65 (核弾頭)
W65はアメリカ合衆国が開発していた核弾頭。ローレンスリバモア国立研究所でアメリカ陸軍のスプリント弾道弾迎撃ミサイル向けに1965年から開発されていたものである。
熱核弾頭であり、メガトン級の核爆発に伴う多量の中性子線でもって、高速で降下してくる敵の弾道ミサイルの核弾頭を無力化することを目指していた。より低威力の核出力であっても効果的に中性子線を放射することができる中性子弾頭として優れた設計のW66（1974年生産開始）に開発の重点が移り、W65は1968年1月に開発中止された。